# Maison, 33 place Général-Leclerc (Lannion)
La maison, 33 place Général-Leclerc est située à Lannion en France.

## Localisation
La maison est située sur le territoire de la commune de Lannion, 33 place Général-Leclerc, dans le département  des Côtes-d'Armor, dans la région Bretagne.

## Historique
La maison est inscrite partiellement (façade et toiture) au titre des monuments historiques par arrêté du 5 février 1927.

## Galerie

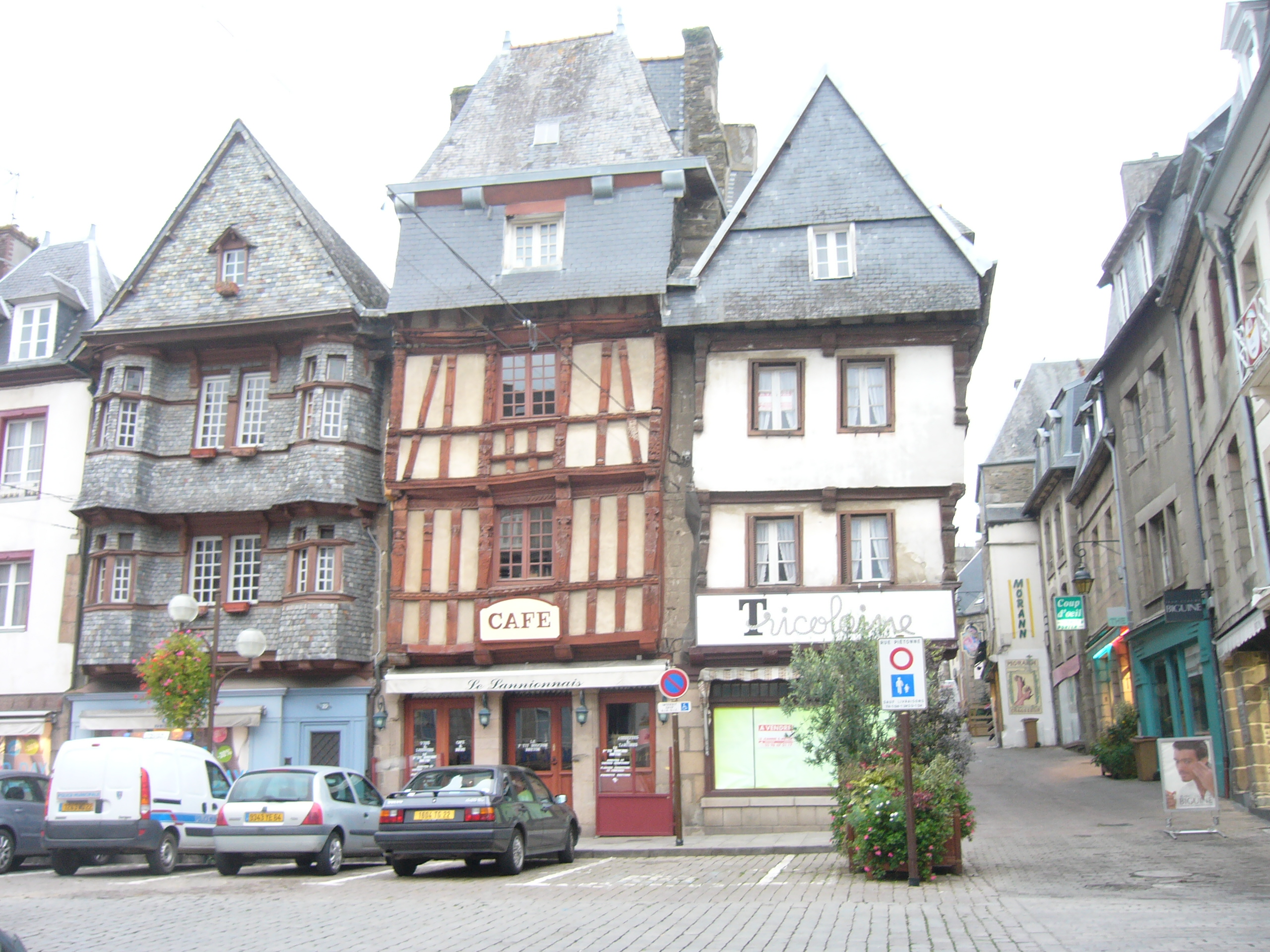
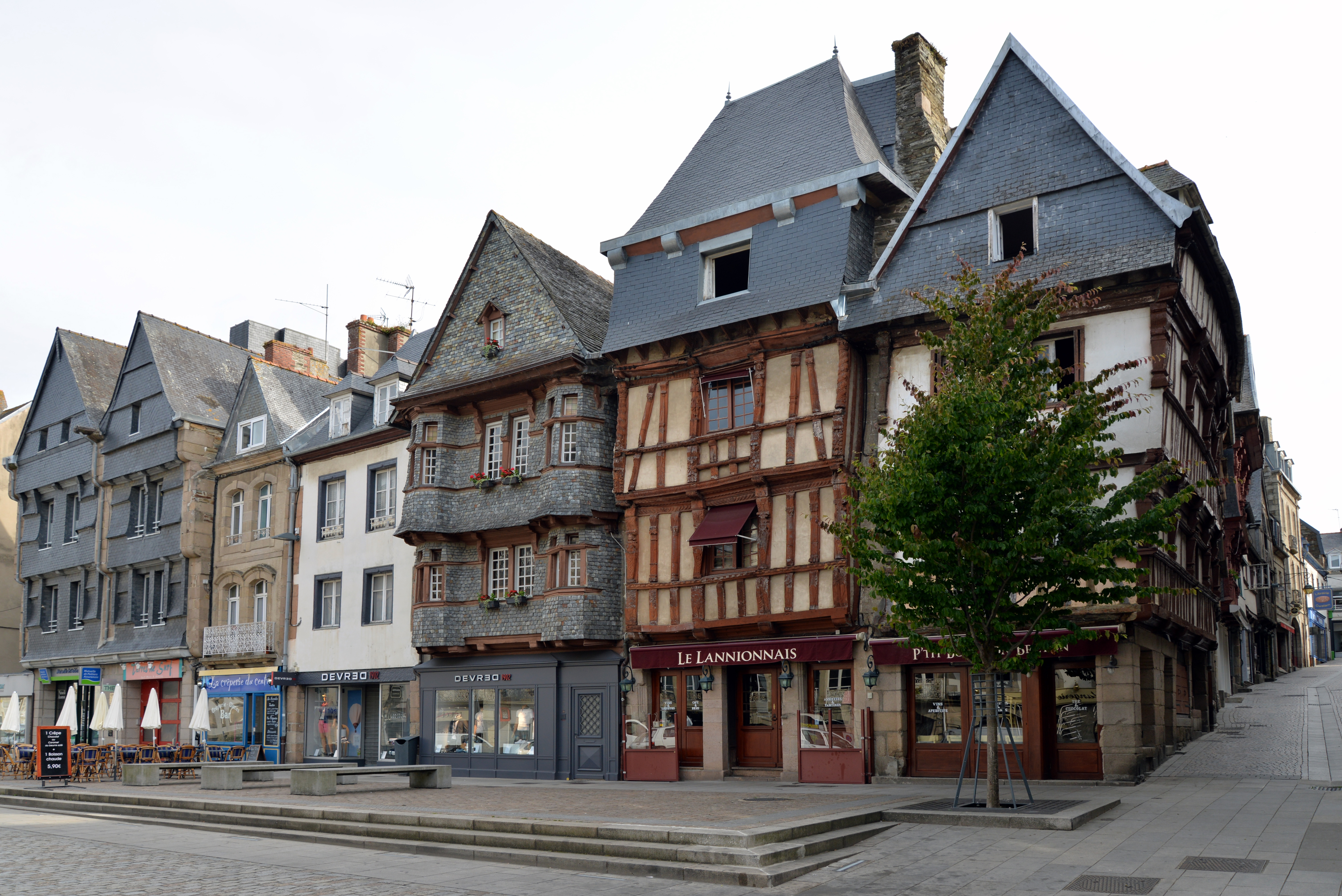